# 信州中野インターチェンジ
信州中野インターチェンジ（しんしゅうなかのインターチェンジ）は長野県中野市にある上信越自動車道のインターチェンジである。
中野市南部、上水内郡飯綱町、下高井郡山ノ内町の最寄りICである。
冬季はここから上越方面にかけてタイヤチェーン規制となる事が多い。

## 道路
- E18 上信越自動車道（15番）

直接接続
- 長野県道29号中野豊野線

間接接続
- 志賀中野有料道路

## 料金所
- ブース数：6

### 入口
- ブース数：2
  - ETC専用：1
  - ETC・一般：1

### 出口
- ブース数：4
  - ETC専用：2
  - 一般：2(うち精算機：1)

## 周辺
- 岩松院
- JR東日本飯山線 立ケ花駅
- 長野電鉄長野線 信州中野駅
- 志賀高原
- 湯田中渋温泉郷
  - 湯田中温泉
  - 渋温泉
    - ホテル水明館

## 隣
E18 上信越自動車道
(14)須坂長野東IC - (14-1)小布施PA/スマートIC - (15)信州中野IC - (16)豊田飯山IC